# 界休県
界休県（かいきゅう-けん）は中華人民共和国山西省にかつて存在した県。現在の介休市南東部に相当する。
秦朝により設置された。西晋により介休県と改称、東晋により廃止されたが、南北朝時代の484年（太和8年）、北魏により再設置された。北周が成立すると平昌県に統合され消滅した。
隋代には再び介休県が設置されているが、これは平昌県が改称されたものである。